# Брюле (плем'я)
Брю́ле — одна з семи гілок або груп (іноді їх називають «підплеменами») американських індіанців лакота. На мові лакота їх називають січанґу ояте, що означає «люди обпалених стегон», схоже значення має і французькою, брюле — буквально означає «горілий». Можливо, ця назва походить від випадку, коли вони тікали полями, рятуючись від трав'яних пожеж.

## Поширення
Чимало представників січанґу мешкають в індіанській резервації Роузбад на південному заході Південної Дакоти і записані до федерально визнаного племені роузбад сіу, відомого як січанґу ояте. Менша кількість населення проживає в індіанській резервації Нижнє Брюле, на західному березі річки Міссурі в центральній частині Південної Дакоти. Інші мешкають в індіанській резервації Пайн-Ридж. Різні федерально визнані племена є політично незалежними одне від одного.

## Назва

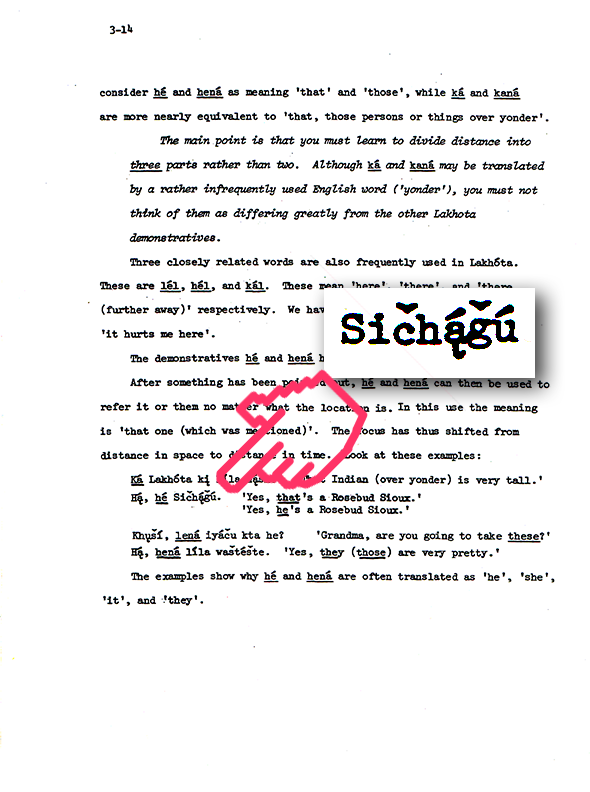
Січанґу

Термін «Sičhą́ǧu» з'являється на сторінках 3 — 14 «Початки Лакоти».
"Ká Lakȟóta kį líla hą́ske. «Той індіанець (з іншого боку) дуже високий». "</br> "Hą, hé Sičhą́ǧú. «Так, це Розебуд Сіу».
Скидається на те, що це слово складене з діалекту січанґу-лакота, що означає «обпалене стегно».

## Історія Брюле
Брюле разом з оглала лакота в основному отаборені в індіанській резервації Пайн-Ридж. Їх часто називають «південними лакота». Вони поділені на три великі регіональні племінні групи:
- Нижні Брюле (Kul Wicasa Oyate, «Люди на низовині») мешкали вздовж Вайт-Рівер до її впадіння в річку Міссурі (Mnišoše), а також у долині річки Міссурі в Південній Дакоті, деякі виїжджали на південь до річки Найобрара)[4]
- Верхні Брюле (Heyata Wicasa Oyate — «Нагірний народ»), виїжджаючи далі на південь і захід на рівнини вздовж річки Платт між Північною та Південною річками Платт у штаті Небраска на пошуки буйволів. Союзні Південні Шайєни та Південні Арапахо прийняли їх як сильних союзників на цих землях, на які вони претендували далі, вздовж річки Луп — колишнього центру Скіді або Вовк/Луп Пауні. Вони спустилися на південь, щоб пограбувати ворожі табори Пауні та Арікара, тому також відомі як: Kheyatawhichasha — ″Люди подалі від річки (Міссурі)″)
- (Верхні) Брюле з річки Платт (насправді осколочна група Верхніх Брюле та найпівденнішої групи Брюле, як правило, вздовж річки Саут-Платт у Колорадо з мисливськими загонами на південь до Репаблікан-Рівер — домівки ворога Кітехакі/Кіткехакскі з південної групи Пауні, також відомі як: Kheyatawhichasha — ″Люди далеко від річки (Міссурі)″)

Згідно з «Медичним булом» Брюле (Tatánka Wakan) — це люди, які були децентралізовані та ототожнювались із такими групами тійошпає або розширеними сімейними групами, які збиралися в різних місцевих тівахе (англійською: табори чи сімейні кола):
- Апевантанка
- Чокатовела
- Іханктонван
- Іякоза
- Кангі юха
- Нахпахпа
- Піспіза вічаша
- Шавала
- Шийоланка
- Ваченпу
- Валегхаунвохан

## Етноботаніка
Брюле дають подрібнене коріння Asclepias viridiflora дітям із діареєю. Матері-годувальниці приймають настій цілої рослини, щоб збільшити кількість молока. Вони додають листя Ceanothus herbaceus у чай.

## Відомі січанґу (брюле)
- Мері Хоробрий Птах, автор

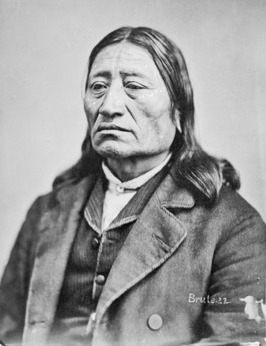
Вождь Залізна Нація

- Леонард Кроу Дог, духовний лідер, активіст Руху американських індіанців
- Пол Ігл Стар (1866-24 серпня 1891), актор у шоу «Дикий Захід» Баффало Білла
- Ведмідь Порожній Ріг, вождь
- Залізна Нація, вождь
- Залізна Оболонка, вождь
- Маленький Грім, вождь
- Арнольд Короткий Бик, відомий свята людина січанґу, який приніс Танець привидів Лакоті в Південній Дакоті у 1890 році
- Майкл Спірс, актор
- Едді Спірс, актор
- Плямистий Хвіст або «Синте Глеска», вождь XIX століття[7]
- Мойсей Незнайомий Кінь, художник
- Два Страйки, вождь
- Альберт Білий Капелюх, учитель мови Лакота
- Диані Білий Яструб, сучасний художник і колишній куратор галереї «Всі мої стосунки»
- Чонсі Жовтий Халат, вихователь, викладач та активіст
- Роузбад Жовтий Халат, фольклорист, педагог та автор
- Розалі Маленький Грім, духовна активістка, вчителька мови, бісероплетіння
- Френк Вальн, репер
- Сонні Скайхок (також відомий як Сонні Рубідо, Чарльз Бріто), актор, продюсер і активіст